# Bergstena församling
Bergstena församling var en församling i Skara stift och i Vårgårda kommun. Församlingen uppgick 1992 i Lena-Bergstena församling.

## Administrativ historik
Församlingen har medeltida ursprung. 
Församlingen var till 1962 annexförsamling i pastoratet Lena, Bergstena och Fullestad som från omkring 1500 till 1882 även omfattade Långareds församling. Från 1962 till 1992 var den annexförsamling i pastoratet Lena, Bergstena, Fullestad, Hol, Siene och Horla. Församlingen uppgick 1992 i Lena-Bergstena församling.

## Kyrkor
Den egna kyrkan blev ruin 1836 varefter Lena kyrka användes som församlingskyrka. Från den 1902 rivna kyrkan i Bergstena härstammar en medeltida klocka, som nu finns på Statens historiska museum. Den har en latinsk inskrift som i översättning lyder: Herrens år det 1449:e göts jag och dessutom en gjutarmärke som tyder på att klockan gjutits i Essunga.